# Myersina pretoriusi
Myersina pretoriusi är en fiskart som först beskrevs av Smith, 1958.  Myersina pretoriusi ingår i släktet Myersina och familjen smörbultsfiskar. Inga underarter finns listade i Catalogue of Life.